# Partido Patria Nueva
El Partido Patria Nueva fue un partido político costarricense de ideología socialista. En 2014 su candidato presidencial fue José Miguel Corrales.

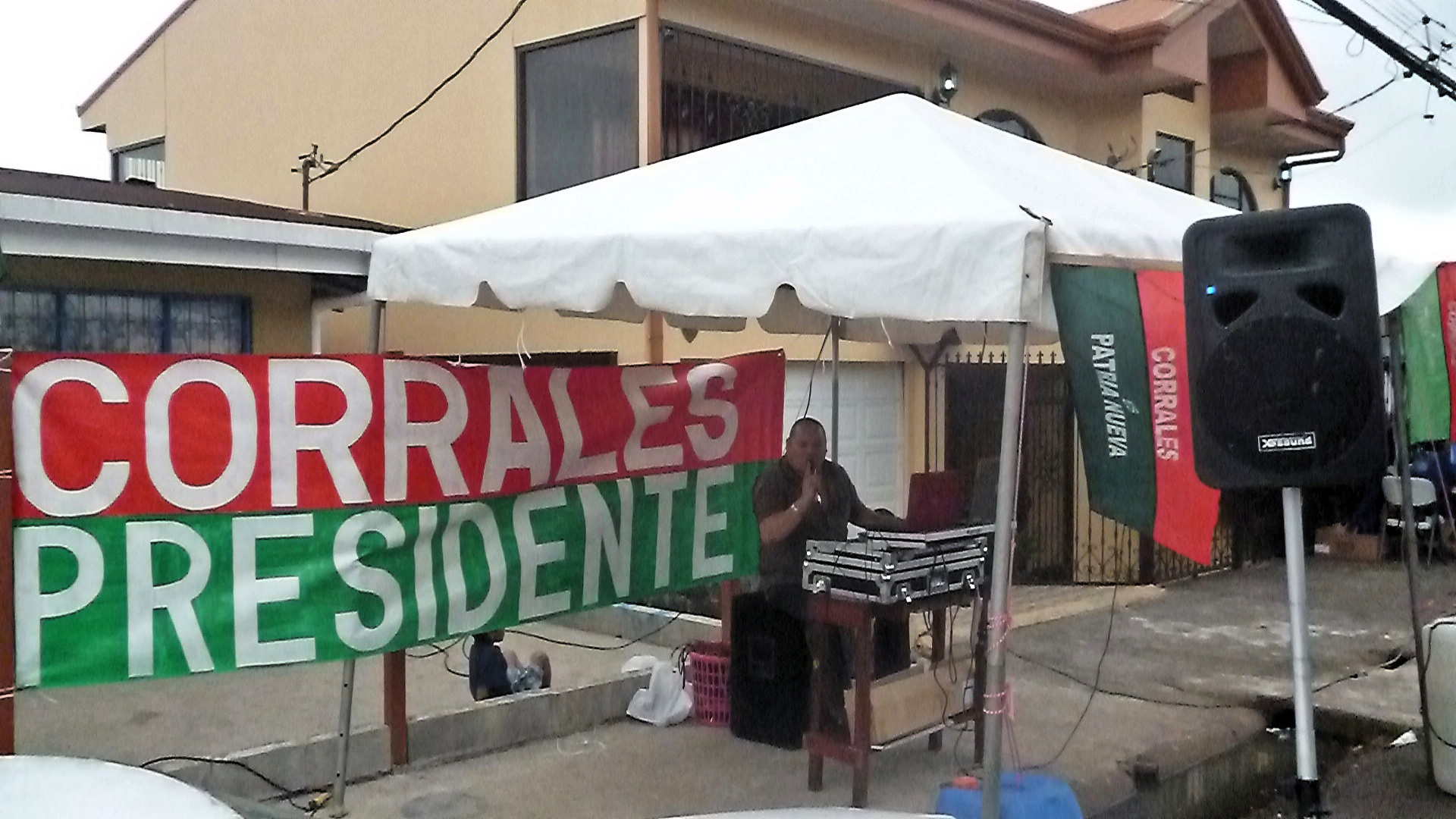
Stand del partido el día de las elecciones

fundado en el año 2012. El Partido apoyó la formación de una coalición electoral progresista para las elecciones de 2014, pero al no poderse concretar, José Miguel Corrales aceptó ser candidato presidencial del nuevo partido Patria Nueva. Posteriormente interpuso la renuncia tras desavenencias con la Asamblea Nacional del Partido al escoger ésta como candidato a diputado en segundo lugar de lista por San José a Álvaro Montero Mejía, candidatura que Corrales cuestionaba. La siguiente Asamblea Nacional del partido no logró cuórum, pero posteriormente logró recomponerse por medio de la intervención del Tribunal Supremo de Elecciones. Finalmente, Corrales terminó volviendo a tomar la candidatura, y nombró como sus candidatos a vicepresidentes a Lisbeth Quesada Tristán y al Dr. Aguilar Bulgarelli, no sin realizar duras críticas a la actuación del TSE.
El partido no logró representación en la Asamblea Legislativa.
En la segunda ronda electoral de 2014, disputada entre el candidato del PAC, Luis Guillermo Solís Rivera, y el del PLN, Johnny Araya Monge, el Partido llamó a votar críticamente por Solís, al tiempo que expresó su regocijo por el gran crecimiento obtenido por el Partido Frente Amplio.
En las elecciones municipales de 2016, el partido decidió no participar con candidaturas, excepto en el cantón de Montes de Oca, donde integró la Coalición Gente Montes de Oca junto con el PAC, Alianza Patriótica, el Partido Humanista y Frente Amplio.
El partido inició su renovación de estructuras de cara al proceso electoral municipal de 2019-2020, pero en noviembre de 2018 se retiró del proceso. 
Asimismo, se ha opuesto a la posibilidad de adhesión de Costa Rica a la Alianza del Pacífico con el argumento de que esta afectaría gravemente a los agricultores locales costarricenses.
El partido cesó sus actividades en noviembre de 2018, y la mayor parte de sus militantes y dirigentes se trasladaron al Partido Integración Nacional.[cita requerida]

## Figuras relevantes
Entre los miembros del Partido Patria Nueva destacan el dirigente socialista Álvaro Montero Mejía quien fue diputado por el Partido Socialista Costarricense como parte de la Coalición Pueblo Unido, la poetisa Julieta Dobles, la exdefensora de los Habitantes Lisbeth Quesada Tristán, el académico Óscar Aguilar Bulgarelli, el exdiputado Célimo Guido, líder histórico del Partido Acción Democrática Alajuelense, y el exdiputado y excandidato del Partido Liberación Nacional, José Miguel Corrales Bolaños.

## Política internacional
En cuanto a su política internacional, el Partido Patria Nueva se ha posicionado en contra de los abusos de la empresa Chevron contra el pueblo ecuatoriano, así como contra la Ley de Amnistía aprobada por la Asamblea Nacional de Venezuela.
En general el Partido Patria Nueva apoya a los gobiernos de Cuba y Venezuela, y contra lo que ellos llaman "acciones desastabilizadoras de la derecha internacional".
El Partido Vanguardia Popular realizó una invitación a los partidos Patria Nueva y Partido Obrero Socialista para enviar una representación dentro de la delegación vanguardista al XXIII Encuentro del Foro de São Paulo, invitación que el Comité Ejecutivo Nacional patrianuevista aceptó. En dicho foro internacional participaron tres militantes del Partido Patria Nueva dentro de la delegación de Vanguardia Popular, y a partir de dicha participación, el Partido Patria Nueva ha anunciado su intención de ingresar como miembro formal del Foro de São Paulo a partir del año 2018, cuando se realizará su XXIV Encuentro, en la ciudad de La Habana, Cuba.
Frente a la decisión de la Cancillería costarricense de no reconocer las elecciones venezolanas del 20 de mayo de 2018, el Partido Patria Nueva, junto con varias otras organizaciones, como la Federación Nacional de Trabajadores Industriales (FENATI), el Sindicato Nacional de Trabajadores del Transporte Terrestre y Afines (SINATA), la Confederación Unitaria de Trabajadores, la Asociación Costarricense de Derechos Humanos (ACODEHU) y el Partido Obrero Socialista, instó al gobierno a reconocer los resultados de las "elecciones" venezolanas y a cambiar su postura al respecto, instando al gobierno de Costa Rica a reconocer lo que ellos consideran "la soberanía del pueblo venezolano".